# A Girl Like Me
A Girl Like Me es el segundo álbum de estudio de la cantante Rihanna. Fue lanzado por Def Jam Recordings el 19 de abril de 2006 en Japón, el 24 de abril en el Reino Unido, y el 25 de abril en los Estados Unidos. Para la producción del álbum, Rihanna trabajó con Evan Rogers, Carl Sturken, Stargate, JR Rotem y con su compañero de discográfica, Ne-Yo, que escribió el segundo sencillo del álbum. Musicalmente, el álbum incluye una combinación de R&B, reggae, pop y elementos de balada.
Algunos críticos dieron revisiones positivas al álbum indicando que con gracia evita una decepción, mientras que otros compararon el disco con su esfuerzo anterior. A Girl Like Me fue lanzado menos de ocho meses después de su álbum de debut. Alcanzó el puesto número cinco en el Billboard 200 y en el UK Albums Chart. El álbum fue un éxito en otros países, entrando entre los diez primeros puestos en Irlanda, Nueva Zelanda, Australia y Japón, mientras que encabezó la lista Canadian Albums Chart.
A Girl Like Me generó cuatro sencillos, «SOS», que se convirtió en su primer sencillo en alcanzar el número uno en el Billboard Hot 100, «Unfaithful» y «Break It Off», que alcanzaron los diez primeros puestos en el Hot 100, sin embargo,, el tercer sencillo, «We Ride», no pudo repetir el éxito de los sencillos anteriores. El álbum ha sido certificado platino por la Recording Industry Association of America (RIAA).

## Antecedentes y grabación

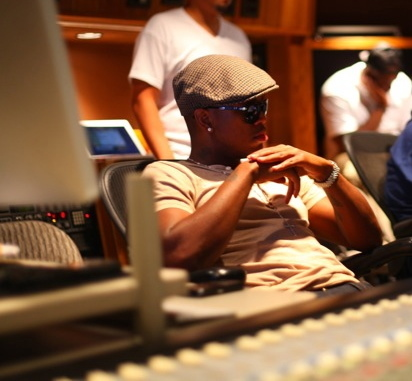
El cantante y compositor, Ne-Yo (Fotografiado), ayudó a componer varias de las canciones del álbum.

Después de mudarse a Estados Unidos, Rihanna fueintroducida a varios estilos de géneros musicales, aunque no tuvo la oportunidad de experimentar con otros tipos de música en su álbum debut. Rihanna también expresó que comenzó a escuchar diferentes tipos de música: Me presentaron música rock, una de mis favoritos... eso es otra de mis tipos de música favoritos. Me gusta mucho escuchar artistas como Fall Out Boy y Gwen Stefani. La perspectiva musical de Rihanna cambió después de la gira con Gwen Stefani y se sintió inspirada para componer música rock. Cuando se habló sobre el álbum con L.A. Reid, presidente y CEO de The Island Def Jam Music Group, dijeron que Rihanna había hablado de experimentar con música diferente, incorporando algo de rock en el álbum.
Después del lanzamiento de su álbum de debut, Rihanna entró en los estudios de grabación para trabajar en su segundo álbum, un mes después del lanzamiento de Music of the Sun. Ella se unió una vez más con los productores Carl Sturken y Evan Rogers, que produjo la mayoría de las pistas de su álbum anterior, JR Rotem y dúo noruego de producción Stargate. Durante la grabación de su álbum de debut, Rihanna recibió la visita de Ne-Yo, en el que se reunió por primera vez, aunque nunca tuvo la oportunidad de colaborar con él en Music of the Sun. Cuando comenzó la producción, se le ocurrió la idea de trabajar con Ne-Yo, además de trabajar con el artista Sean Paul. Con la ayuda de compositores como Ne-Yo, Stargate, Evan Rogers y Carl Sturken, ella coescribió tres canciones para el álbum. Cuando se le preguntó acerca de cómo fue trabajar con Ne-Yo, dijo:

«Es una de las personas más dulces que he conocido. Él es un compositor increíble. Recuerdo que después de escuchar «Let Me Love You», que Ne-Yo escribió para Mario], yo estaba como, ¿Quién diablos escribió esta canción? Y todo el mundo estaba como, Ne-Yo, Ne-Yo, este chico Ne-Yo. Un día yo estaba trabajando en el estudio con Poke y Tone en «If It's Lovin' That You Want» y Ne-Yo se detuvo. Así que finalmente lo llegue a conocer, y el dijo: Sí, tenemos que hacer algo, pero nunca llegó a hacerlo en el primer álbum. Así que para el segundo álbum, yo estaba como, ¿Sabes qué? Tengo que trabajar con ese tipo, y va a resultar mucho más fácil porque es de la misma discográfica que yo. Así que nos fuimos al estudio y empezamos a trabajar en esta canción, «Unfaithful». Y es una de mis canciones favoritas en el álbum».

Mientras trabajaba en A Girl Like Me, iba a pasar tiempo grabando la canción y en la promoción de Música of the Sun. Rihanna comentó: «Estábamos tan ocupados promocionando mi primer álbum mientras intentando hacer esto. Por eso este álbum está tan cerca de mí, porque yo realmente puse mi corazón y mi alma en el». La primera pista del álbum, «SOS», fue escrita por Evan Bogart, aunque la canción fue originalmente pensada para tercer álbum de estudio de Christina Milian, So Amazin, pero ella la rechazó. Reid tenía a Rihanna en mente, como la artista que grabaría la canción. La canción fue grabada en tres días y fue la primera pista grabada para el álbum, finalmente lanzada como sencillo principal del álbum.
Rotem, el productor, se inspiró en «Tainted Love» de Soft Cell y decidió probar la canción, aunque Rihanna declaró que no estaba demasiado familiarizado con Soft Cell. «Kisses Don't Lie» fue escrita y producida por Evan Rogers y Carl Sturken. La canción fue escrita y grabada en Barbados. En la canción «Unfaithful», escrita por Ne-Yo, Rihanna quería hablar de cosas personales que las chicas de su edad en ese momento estaban viviendo, fue inspirada en el título del álbum y de acuerdo a ella es una de sus canciones favoritas en el álbum.
En cuanto al título del álbum, Rihanna explica: «Se llama A Girl Like Me, porque es un álbum muy personal, es mi bebé. Se trata de lo que es ser una chica como yo, hablando de experiencias personales, así como cosas que las chicas como yo, han sufrido». «We Ride» fue escrita y producida por Stargate, quien produjo y coescribió su sencillo anterior. Para la canción «Break It Off», que cuenta con el artistas jamaiquino Sean Paul, Rihanna viajó a Jamaica para grabar la canción con Sean Paul. La canción fue escrita por Donovan Bennet y fue coescrita por Rihanna y Sean Paul. Las canciones de cierre del álbum fueron escritas por Rogers y Sturken, Rihanna coescribió la pista del título del álbum «A Girl Like Me». La mayor parte del álbum fue producido nuevamente por Rogers y Sturken, incluyendo ocho de las dieciséis canciones del álbum. El álbum se completó en un plazo de cinco meses, dos meses más que su álbum anterior.

## Música

### Estilo musical

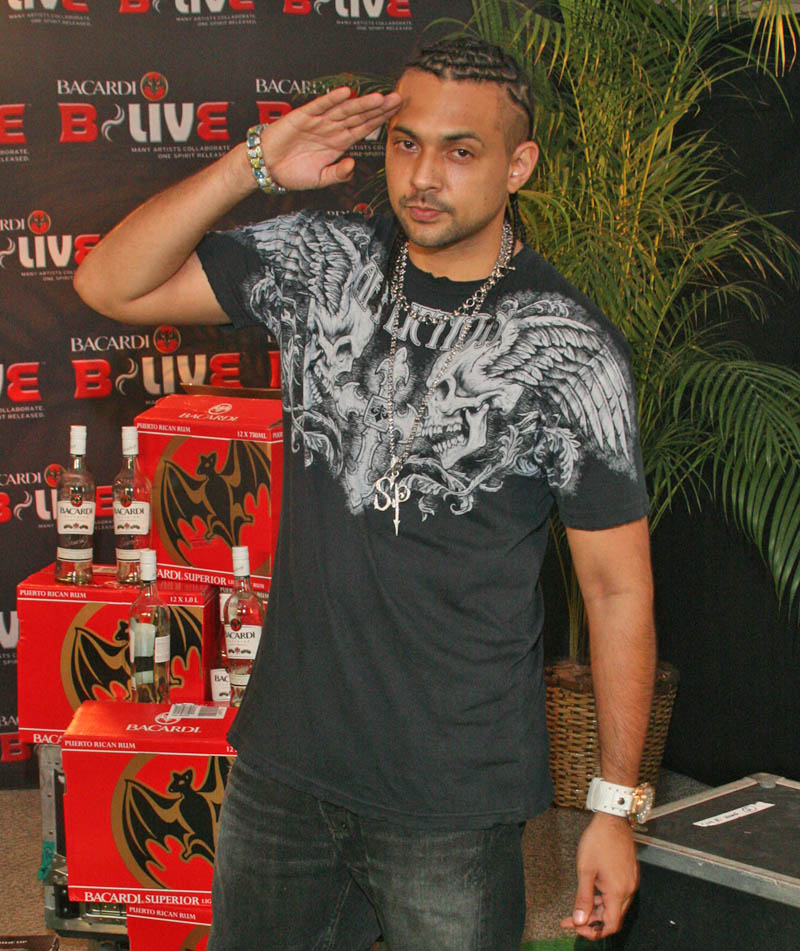
La canción «Break It Off», junto al cantante jamaiquino Sean Paul (Fotografiado), contiene influencias del dancehall y reggae.

Musicalmente A Girl Like Me revela nuevos tipos de géneros musicales. Su meta en el álbum era encontrar canciones que expresaran las muchas cosas que las mujeres jóvenes quieren decir, pero no saben cómo. En una entrevista, Rihanna dijo: Ahora estoy cantando acerca de las experiencias que he vivido y que otros de edad han vivido. El reggae, presente en su álbum de debut, posteriormente continúa en A Girl Like Me. Sin embargo, el álbum fue el último en presentar los géneros musicales del Caribe como el dancehall y el reggae. Ella usó las influencias de diferentes géneros, incluyendo rock y como las raíces de su álbum anterior, el reggae y el dancehall. El nuevo esfuerzo presenta su nueva cara con los elementos de balada. El álbum también sigue el modo disco de su predecesor, pero introduce nuevos géneros a su música con el rock and roll que está siendo representado por el rock y el reggae en «Kisses Don't Lie», aunque señaló que el álbum no es en general una influencia de rock. Rihanna comentó: «Crecer en Barbados, que no estuvo expuesto a una gran cantidad de música rock, nos gusta mucho la música reggae, soca y hip-hop, pero cuando me mudé a los Estados Unidos el año pasado, estuve expuesta a una gran cantidad de diferentes tipos de música, el rock es uno de ellos. Ahora me gusta la música rock».

### Temas
Líricamente el tema del disco habla de experiencias de chicas. El álbum fue abordado ampliamente como personal, hablando acerca de lo que es ser una chica como Rihanna, cosas de esa edad en el pasando, así en todos los aspectos de su vida, de personas siendo engañadas, cayendo dentro y fuera del amor, la gente que te odia, tener un sentimiento hacia un par de tipos e irse de fiesta. «SOS» habla de un tipo que da a la chica la sensación de que es muy abrumadora y ella necesita a alguien que la rescate de la misma. «Kisses Don't Lie» habla sobre una chica que está enamorada de un chico, pero se ha quedado atascada entre un ultimátum, porque tiene miedo de hacerse daño. «Unfaithful» trata de una trágica relación de una persona que es infiel. La temática de «Final Goodbye» es sobre una mujer que quiere pasar el resto de su vida con un hombre, pero siente que ella tiene que revelar un secreto antes de continuar. «Crazy Little Thing Called Love», continúa el tema de amor de «SOS». Sin embargo, «Crazy Little Thing Called Love» habla sobre de estar enamorado, mientras que «SOS» habla acerca de tener una sensación abrumadora hacia un hombre.

### Contenido
La primera pista del álbum, «SOS» es una canción dance que contiene samples de «Tainted Love» interpretada por Soft Cell. La canción recibió críticas positivas por la crítica, calificándolacomo una canción de club sexy. La canción también cuenta con tres diferentes videos musicales, incluyendo dos videos promocionales para Agent Provocateur y Nike, y el video musical oficial, que fue dirigido por Chris Applebaum. «Kisses Don't Lie», la segunda canción, utiliza una mezcla de elementos caribeños. En la balada «Unfaithful» la instrumentación de fondo cuenta con un piano y cuerdas. La canción es la tercera pista y el segundo sencillo del álbum y fue escrita por su compañero Ne-Yo. A pesar éxito, la canción fue criticada por los críticos que indicaron que la voz de Rihanna no es particularmente fuerte. La cuarta pista, «We Ride», cuenta con una guitarra suavemente acústica con la producción de Stargate. La canción recibió críticas mixtas de los críticos y fue menos exitosa que los otros sencillos. En el video, dirigido por Anthony Mandler, Rihanna apareció hablando con sus amigos y en escenas de ella en la playa.
«Dem Haters» presenta como invitado al cantante Dwane Husbands. La canción es el cuarto tema del álbum y fue producido por Carl Sturken y Evan Rogers. El tema siguiente es una colaboración con el artista jamaicano Sean Paul. «Break It Off» es la séptima canción y el sencillo final del álbum. La canción, que no cuenta con un video musical, se las arregló para entrar entre los diez primeros puestos en los Estados Unidos. «Crazy Little Thing Called Love» es otra canción con la colaboración del rapero jamaicano J-Status. Carl Sturken y Evan Rogers produjeron «Selfish Girl», es la octava canción del álbum y contiene elementos de reggae. La décima pista, «P.S. (I'm Still Not Over You)», es una canción R&B, que también fue producida por Carl Sturken y Evan Rogers. «A Girl Like Me», es otra canción de R&B, aunque también contiene los elementos del reggae. La tercera balada del álbum, «A Million Miles Away», es la duodécima pista en el álbum, ha recibido críticas mixtas de los críticos que comentaron que la canción mata a cualquiera que sea el impulso del álbum.

## Lanzamiento y promoción

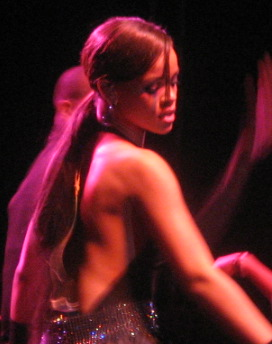
Rihanna actuando en el Jingle Ball de KIIS-FM, diciembre de 2006.

Durante el proceso de grabación de A Girl Like Me, Rihanna fue la invitada en la apertura de Harajuku Lovers Tour 2005 en Japón para promocionar su álbum debut. Durante la gira, ella interpretó algunas de las canciones del álbum. Antes del lanzamiento del álbum, Rihanna recibió apoyo promocional de MTV, que destacó el sencillo «SOS» en Total Request Live, cuando se estrenó el video musical el 23 de marzo de 2006. Ella interpretó el sencillo «SOS» en The Ellen DeGeneres Show el 20 de febrero de 2006 y en los MuchMusic Video Awards el 18 de junio de 2006. Formó parte en la campaña publicitaria de Nike y JC Penney, haciendo un vídeo musical promocional para el primer sencillo del álbum con el apoyo de Nike. El álbum fue lanzado a través de Def Jam Recordings, en CD, LP y como descarga digital el 25 de abril de 2006. En el día del lanzamiento del álbum, hizo una aparición especial en el MTV Total Request Live para promocionar el álbum. El álbum fue lanzado ocho meses después de Music of the Sun. De acuerdo con Rihanna: «Sentimos que era el momento, no tenía ningún sentido esperar... nunca se debe poner tiempo en la música nunca. No, eso es lo bueno del negocio de la música, cuando se siente que es hora, vas por ello. Sentía como que era el momento de llegar a un nuevo álbum».
Rihanna interpretó el segundo sencillo del álbum, «Unfaithful», en el programa Sunrise. En AOL Music, grabó sus primeras sesiones, entre otros contenidos exclusivos para miembros de AOL. Con el fin de promover aún más el álbum, Rihanna se embarcó en la gira Roca Tha Block Tour y luego salió de gira con The Pussycat Dolls en el PCD World Tour de noviembre de 2006 a febrero de 2007 en el Reino Unido.

## Recepción

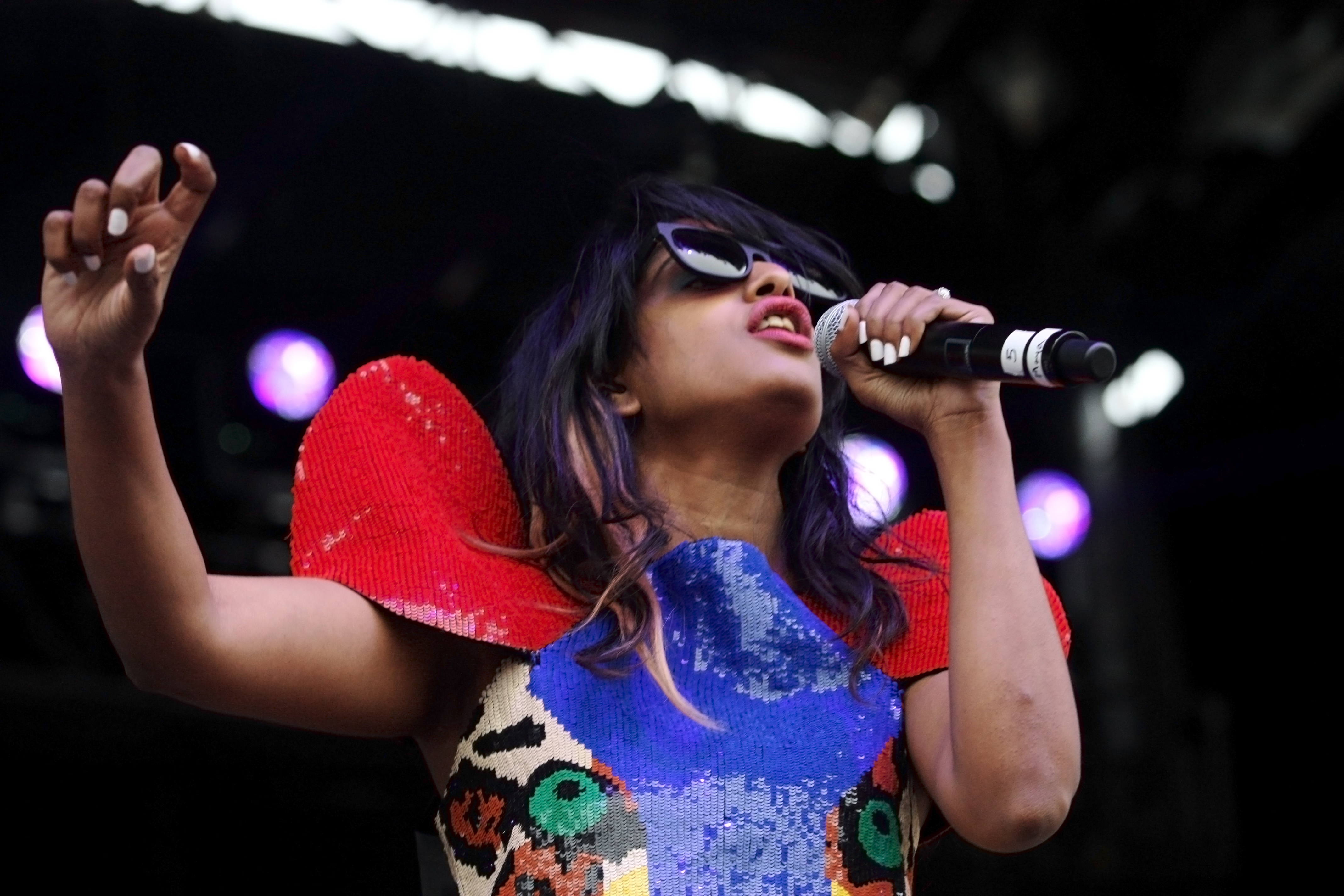
Algunos críticos mencionaron que el álbum tenía algunos ritmos al estilo de la cantante M.I.A. (Fotografiada).

### Comentarios de la crítica
A Girl Like Me recibió críticas positivas de la mayoría de los críticos de la música. Canciones como «SOS», «Unfaithful» y «Break It Off» ganaron buenas críticas. David Jeffries de Allmusic dijo que el versátil estilo urbano y dance-pop de la cantante Rihanna, con gracia, evita el desplome de segundo álbum, uno menos tropical. Jeffries comparó el tema «Kisses Don't Lie» con «Welcome to Jamrock» de Damien Marley y comentó que es el disco más audaz y sin problemas que salta de un género a otro. Rihanna va de una canción de película que se utiliza con elegancia, a una de infidelidad. Ruth Jamieson de The Observer señaló que la armonía tenía algunos ritmos al estilo M.I.A. y una cucharada de reggae. Si te gustó ese ridículamente pegadizo sencillo «Pon De Replay», hay más de lo mismo aquí. La revista Rolling Stone calificó el álbum 3 estrellas de 5. Sal Cinquemani de Slant Magazine describe la mayor parte del álbum como un disco que casi idénticamente se alterna entre el dancehall. Además, comentó que del álbum el primer sencillo es infeccioso, comparado con «Pon De Replay».

### Desempeño comercial
A Girl Like Me debutó en el número cinco en el Billboard 200, vendiendo 115.000 copias en su primera semana, casi el doble de ventas de debut, Music of the Sun, que vendió 69.000. El álbum ha sido certificado platino por la Recording Industry Association of America (RIAA) en los Estados Unidos, el álbum ha vendido 1.3 millones de copias en los EE. UU. El álbum debutó en el número seis en Irlanda. A Girl Like Me fue certificado 2× platino por la IRMA. También debutó en el número seis en el Reino Unido, con ventas de 24 000. El álbum alcanzó un puesto de número cinco en julio debido a la popularidad de su sencillo «Unfaithful» y ha vendido casi 600.000 copias en el Reino Unido. En Europa, el álbum ha logrado una certificación de platino. El álbum encabezó las listas en Canadá y más tarde fue certificado disco 2× platino.
En Australia, el álbum debutó en la lista del país en el número doce, más tarde alcanzó el número nueve y se mantuvo en la lista durante veintiún semanas. Fue certificado disco de platino para el envío de 70.000 por la Australian Recording Industry Association (ARIA). En Suiza, A Girl Like Me alcanzó el puesto número seis. El álbum fue certificado disco de platino vendiendo más de 30.000 copias. En 2006, el álbum terminó el año como el 20 disco más vendido en el mundo. En Bélgica, A Girl Like Me debutó en el número cuarenta y cinco en la lista en abril de 2006. El disco alcanzó los veinte primeros puestos en Alemania, Portugal, Países Bajos, Francia y Dinamarca.

## Lista de canciones
| A Girl Like Me |                                                         |                                                                                                  |                           |          |  |
| N.º            | Título                                                  | Escritor(es)                                                                                     | Producer(s)               | Duración |  |
| 1.             | «SOS»                                                   | Ed Cobb, Jonathan Rotem, Evan Bogart                                                             | J.R. Rotem                | 4:00     |  |
| 2.             | «Kisses Don't Lie»                                      | Evan Rogers, Carl Sturken, Robyn Fenty                                                           | Evan Rogers, Carl Sturken | 3:52     |  |
| 3.             | «Unfaithful»                                            | Tor Erik Hermansen, Mikkel S. Eriksen, Shaffer Smith                                             | StarGate                  | 3:48     |  |
| 4.             | «We Ride»                                               | Hermansen, Eriksen, Makeba Riddick                                                               | StarGate                  | 3:56     |  |
| 5.             | «Dem Haters» (con Dwane Husbands)                       | Rogers, Sturken, M. Hallim, V. Morgan, Michael Flowers, Aion Clarke                              | Mike City                 | 4:19     |  |
| 6.             | «Final Goodbye»                                         | Curtis Richardson, Luke McMaster, Charlene Gilliam                                               | The Conglomerate          | 3:14     |  |
| 7.             | «Break It Off» (con Sean Paul)                          | Sean Paul Henriques, Fenty, Donovan Bennett, K. Ford                                             | Don Corleon               | 3:34     |  |
| 8.             | «Crazy Little Thing Called Love» (con J-Status)         | Rogers, Sturken, A. Thompson, D. Virgo, A. Barwise, B. Barwise, O. Stewart                       | Evan Rogers, Carl Sturken | 3:23     |  |
| 9.             | «Selfish Girl»                                          | Rogers, Sturken                                                                                  | Evan Rogers, Carl Sturken | 3:38     |  |
| 10.            | «P.S. (I'm Still Not Over You)»                         | Rogers, Sturken                                                                                  | Evan Rogers, Carl Sturken | 4:11     |  |
| 11.            | «A Girl like Me»                                        | Rogers, Sturken, Fenty                                                                           | Evan Rogers, Carl Sturken | 4:18     |  |
| 12.            | «A Million Miles Away»                                  | Rogers, Sturken                                                                                  | Evan Rogers, Carl Sturken | 4:11     |  |
| 13.            | «If It's Lovin' That You Want (Part 2)» (con Cory Gunz) | Jean Claude Olivier, Samuel J. Barnes, Alaxsander Mosely, Scott Larock, Lawrence Parker, Riddick | Poke & Tone               | 4:08     |  |

| Bonus Track |                                    |          |  |
| N.º         | Título                             | Duración |  |
| 14.         | «Pon de Replay» (Full Phatt remix) | 3:21     |  |

| Japan Bonus Track |                       |                 |                           |          |  |
| N.º               | Título                | Escritor(es)    | Producer(s)               | Duración |  |
| 14.               | «Who Ya Gonna Run To» | Rogers, Sturken | Evan Rogers, Carl Sturken | 4:01     |  |
| 15.               | «Coulda Been the One» | Rogers, Sturken | Evan Rogers, Carl Sturken | 3:38     |  |

## Listas y certificaciones

### Semanales
| País            | Lista (2006)                | Mejor Posición |
| --------------- | --------------------------- | -------------- |
| Australia       | Australia Albums Chart      | 9              |
| Bélgica         | Belgium Albums Chart        | 10             |
| Canadá          | Canadian Albums Chart       | 1              |
| Estados Unidos  | Billboard 200               | 5              |
| Estados Unidos  | Top R&B/Hip-Hop Albums      | 2              |
| Europa          | European Albums Chart       | 8              |
| Hungría         | Hungarian Albums Chart      | 3              |
| Irlanda         | Irish Albums Chart          | 5              |
| Italia          | Italian Albums Chart        | 36             |
| Japón           | Japanese Albums Chart       | 3              |
| México          | Mexican Albums Chart        | 6              |
| Nueva Zelanda   | New Zeland Albums Chart     | 7              |
| República Checa | Czech Republic Albums Chart | 7              |
| Suiza           | Swiss Albums Chart          | 6              |
| Reino Unido     | UK Albums Chart             | 5              |

### Certificaciones
| País           | Organismo certificador | Certificación | Ventas certificadas | Simbolización | Ref.          |
| -------------- | ---------------------- | ------------- | ------------------- | ------------- | ------------- |
| Australia      | ARIA                   | Platino       | 70.000              | ▲             | [ 48 ]        |
| Alemania       | BVMI                   | Oro           | 100.000             | ●             | [ 64 ]        |
| Canadá         | CRIA                   | Platino       | 160.000             | 2▲            | [ 65 ]        |
| Francia        | SNEP                   | Oro           | 50.000              | ●             | [ 66 ]        |
| Hungría        | MAHASZ                 | Oro           | 10 000              | ●             | [ 67 ] [ 68 ] |
| Irlanda        | IRMA                   | Platino       | 30.000              | 2▲            | [ 69 ]        |
| Japón          | RIAJ                   | Oro           | 100.000             | ●             | [ 70 ]        |
| Polonia        | ZPAV                   | Oro           | 15.000              | ●             | [ 71 ]        |
| Reino Unido    | BPI                    | Platino       | 600.000             | 2▲            | [ 63 ]        |
| Rusia          | NFPP                   | Platino       | 50.000              | ▲             | [ 72 ]        |
| Estados Unidos | RIAA                   | x2 Platino    | 2.000.000           | ▲             | [ 73 ]        |
| Suiza          | IFPI — Suiza           | Platino       | 30.000              | ▲             | [ 49 ]        |

## Premios y nominaciones recibidas
A Girl Like Me fue nominado en distintas ceremonias de premiación. A continuación, una lista con algunas de las candidaturas que obtuvo el álbum y sus sencillos:
| Año  | Ceremonia                        | Trabajo        | Categoría                                      | Resultado |
| ---- | -------------------------------- | -------------- | ---------------------------------------------- | --------- |
| 2006 | MTV Europe Music Awards          | «SOS»          | Mejor canción                                  | Nominado  |
| 2006 | MTV Video Music Awards           | «SOS»          | Elección de los espectadores                   | Nominado  |
| 2006 | MuchMusic Video Awards           | «SOS»          | Mejor video internacional                      | Ganador   |
| 2006 | MuchMusic Video Awards           | «SOS»          | Elección de los espectadores: Canción Favorita | Nominado  |
| 2006 | Teen Choice Awards               | «SOS»          | elección musical: Sencillo                     | Nominado  |
| 2006 | The Record of the Year           | «SOS»          | Grabación del año                              | Nominado  |
| 2007 | ASCAP Pop Music Awards           | «Unfaithful»   | Canción más interpretada                       | Ganador   |
| 2007 | BMI London Awards                | «Break It Off» | Canción con más premios ganados                | Ganador   |
| 2007 | BMI Pop Awards                   | «SOS»          | Canción con más premios ganados                | Ganador   |
| 2007 | BMI Pop Awards                   | «Unfaithful»   | Canción con más premios ganados                | Ganador   |
| 2007 | Barbados Music Awards            | A Girl Like Me | Álbum del año                                  | Ganador   |
| 2007 | Barbados Music Awards            | «SOS»          | Mejor video musical femenino                   | Nominado  |
| 2007 | Barbados Music Awards            | «SOS»          | Mejor sencillo dance-pop                       | Nominado  |
| 2007 | Barbados Music Awards            | «Unfaithful»   | Canción del año                                | Ganador   |
| 2007 | Barbados Music Awards            | «Unfaithful»   | Mejor sencillo R&B/Soul                        | Ganador   |
| 2007 | Barbados Music Awards            | «Unfaithful»   | Mejor Video musical femenino                   | Nominado  |
| 2007 | Billboard Music Awards           | «SOS»          | Canción Hot Dance Airplay del año              | Ganador   |
| 2007 | IFPI Platinum Europe Awards      | A Girl Like Me | Reconocimiento al álbum                        | Ganador   |
| 2007 | International Dance Music Awards | «SOS»          | Mejor canción dance-pop                        | Nominado  |
| 2007 | MTV Australia Awards             | «SOS»          | Descarga del año                               | Nominado  |
| 2007 | MTV Video Music Awards Japan     | «SOS»          | Mejor video pop                                | Nominado  |
| 2007 | NRJ Music Awards                 | «Unfaithful»   | Mejor canción internacional                    | Ganador   |
| 2007 |                                  | «Unfaithful»   | Mejor video musical                            | Nominado  |

## Lanzamiento
| Región        | Fecha                   | Discográfica       |
| ------------- | ----------------------- | ------------------ |
| Japón         | 19 de abril de 2006     | Universal Music    |
| Europa        | 21 de abril de 2006     | Universal Music    |
| Italia        | 21 de abril de 2006     | Universal Music    |
| Reino Unido   | 24 de abril de 2006     | Mercury Records    |
| Australia     | 25 de abril de 2006     | Universal Music    |
| Canadá        | 25 de abril de 2006     | Universal Music    |
| Reino Unido   | 25 de abril de 2006     | Def Jam Recordings |
| Alemania      | 28 de abril de 2006     | Universal Music    |
| Relanzamiento |                         |                    |
| Alemania      | 17 de noviembre de 2006 | Universal Music    |